# Districte de La Roche-sur-Yon
El Districte de La Roche-sur-Yon és un dels tres districtes amb què es divideix el departament francès de la Vendée, a la regió del País del Loira. Té 11 cantons i 92 municipis. El cap del districte és la sprefectura de La Roche-sur-Yon.

## Cantons
cantó de Chantonnay - cantó de Les Essarts - cantó de Les Herbiers - cantó de Mareuil-sur-Lay-Dissais - cantó de Montaigu - cantó de Mortagne-sur-Sèvre - cantó de Le Poiré-sur-Vie - cantó de La Roche-sur-Yon-Nord - cantó de La Roche-sur-Yon-Sud - cantó de Rocheservière - cantó de Saint-Fulgent